# Diocesi di Olbia

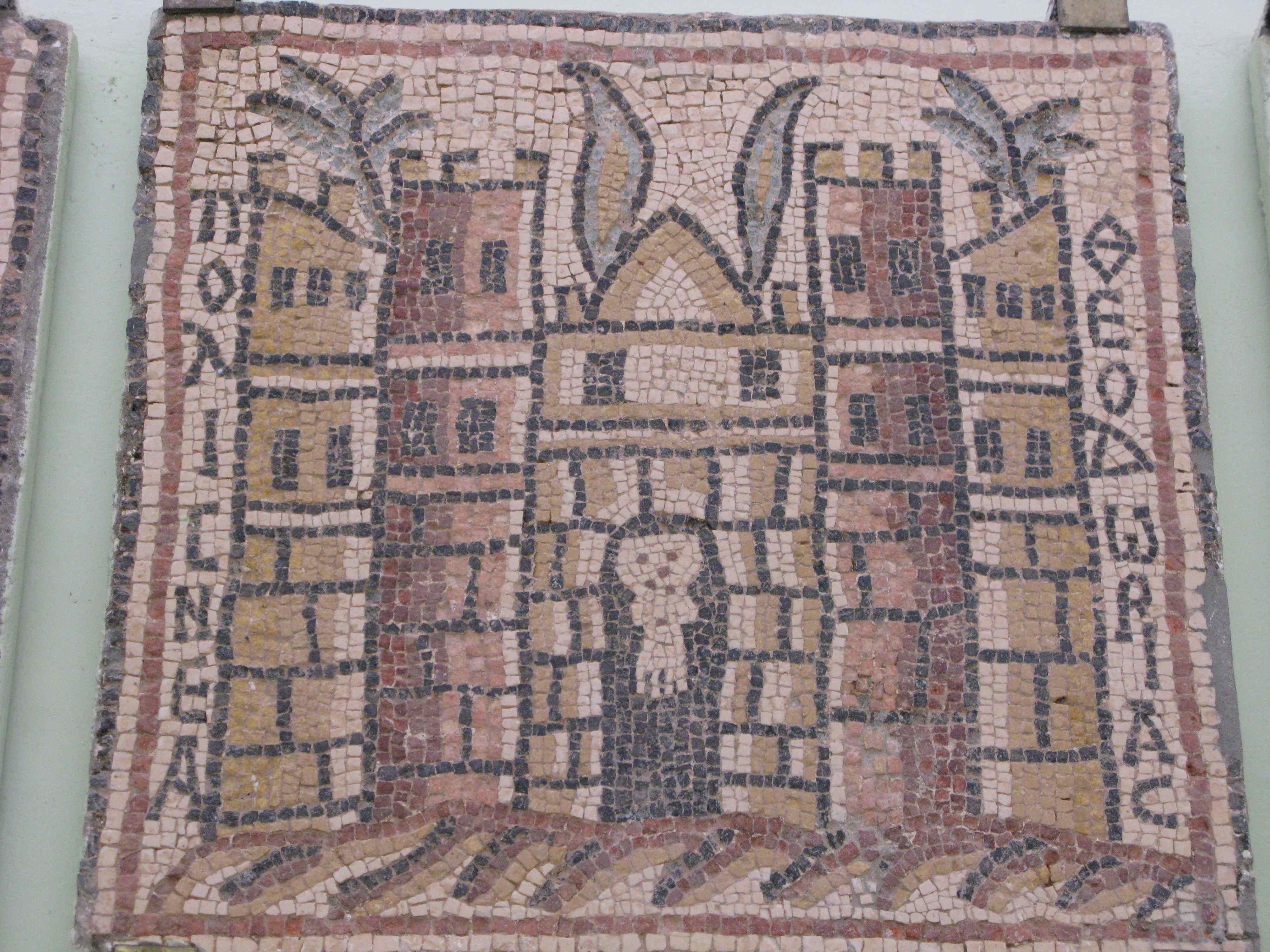
Parte di uno dei mosaici di Olbia, che ricorda la rifondazione della città ad opera dell'imperatrice Teodora (prima metà del VI secolo).

La diocesi di Olbia (in latino: Dioecesis Olbiatana) è una sede soppressa del patriarcato di Alessandria e una sede titolare della Chiesa cattolica.

## Storia
Olbia, identificata con le rovine di Qasr el-Lebia (o Qasr Lybia) tra al-Marj e Beida nell'odierna Libia, è un'antica sede episcopale della provincia romana della Libia Pentapolitana (Cirenaica), sottomessa al patriarcato di Alessandria. Distrutta dai Vandali, fu ricostruita dall'imperatrice Teodora con il nome di Polis Nea Theodorias.
Sono cinque i vescovi noti di questa antica diocesi. I primi due sono menzionati nella lettera scritta da Sinesio di Cirene a Teofilo di Alessandria nel 412, nella quale l'autore comunica all'arcivescovo alessandrino che, dopo un lungo ministero e una lunga vita, è morto il "beatissimo padre Athamas", e che i fedeli di Olbia hanno scelto all'unanimità come suo successore Antonio, uomo onesto e giusto.
Il vescovo Publio prese parte al concilio di Efeso del 431.
Gli scavi condotti sul sito di Qasr el-Lebia hanno portato alla luce i resti di due basiliche cristiane. In una di queste, due mosaici rivelano i nomi dei vescovi Macario e Teodoro, quest'ultimo qualificato come "nuovo vescovo", presumibilmente successore di Macario.
Dal 1933 Olbia è annoverata tra le sedi vescovili titolari della Chiesa cattolica; la sede è vacante dal 26 maggio 1978.

## Cronotassi

### Vescovi
- Athamas † (? - 412 deceduto)
- Antonio † (412 - ?)
- Publio † (menzionato nel 431)
- Macario † (? - 539/540 deceduto)
- Teodoro † (539/540 - ?)

### Vescovi titolari
- Tihamér Tóth † (30 maggio 1938 - 3 marzo 1939 succeduto vescovo di Veszprém)
- James Colbert † (13 giugno 1939 - 8 gennaio 1955 deceduto)
- Elie Vandewalle † (23 agosto 1958 - 7 dicembre 1960 deceduto)
- Arcângelo Cerqua, P.I.M.E. † (4 febbraio 1961 - 26 maggio 1978 dimesso)